# Diocesi di Port-Vila
La diocesi di Port-Vila (in latino: Dioecesis Portus Vilensis) è una sede della Chiesa cattolica a Vanuatu suffraganea dell'arcidiocesi di Numea. Nel 2021 contava 47.169 battezzati su 314.464 abitanti. È retta dal vescovo Jean (John) Bosco Baremes, S.M.

## Territorio
La diocesi si estende sull'intero arcipelago dello stato di Vanuatu.
Sede vescovile è la città di Port Vila, dove si trova la cattedrale del Sacro Cuore.
Il territorio è suddiviso in 28 parrocchie.

## Storia
Le Nuove Ebridi accolsero i primi missionari (i padri Maristi) nel 1848, ma in seguito le isole rimasero per quasi quarant'anni senza missionari cattolici, favorendo così l'ingresso dei missionari presbiteriani e anglicani. La missione cattolica riprese nel 1887.
La prefettura apostolica delle Nuove Ebridi fu eretta il 19 febbraio 1901, ricavandone il territorio dal vicariato apostolico della Nuova Caledonia (oggi arcidiocesi di Numea).
Il 22 marzo 1904 la prefettura apostolica fu elevata a vicariato apostolico con il breve Romani pontifices di papa Pio X.
Il 21 giugno 1966 il vicariato apostolico è stato elevato a diocesi con la bolla Prophetarum voces di papa Paolo VI.

## Cronotassi dei vescovi
Si omettono i periodi di sede vacante non superiori ai 2 anni o non storicamente accertati.
- Isidore-Marie-Victor Douceré, S.M. † (9 febbraio 1901 - 12 maggio 1939 deceduto)
- Jules Halbert, S.M. † (11 luglio 1939 - dicembre 1954 dimesso)
- Louis-Jean-Baptiste-Joseph Julliard, S.M. † (1º gennaio 1955 - 21 maggio 1976 dimesso)
- Francis-Roland Lambert, S.M. † (31 dicembre 1976 - 12 dicembre 1996 ritirato)
- Michel Visi  † (30 novembre 1996 - 19 maggio 2007 deceduto)
  - Sede vacante (2007-2009)
- Jean (John) Bosco Baremes, S.M., dal 18 novembre 2009

## Statistiche
La diocesi nel 2021 su una popolazione di 314.464 persone contava 47.169 battezzati, corrispondenti al 15,0% del totale.
| anno | popolazione | popolazione | popolazione | presbiteri | presbiteri | presbiteri | presbiteri                | diaconi | religiosi | religiosi | parrocchie |
| anno | battezzati  | totale      | %           | numero     | secolari   | regolari   | battezzati per presbitero | diaconi | uomini    | donne     | parrocchie |
| ---- | ----------- | ----------- | ----------- | ---------- | ---------- | ---------- | ------------------------- | ------- | --------- | --------- | ---------- |
| 1950 | 4.910       | 49.389      | 9,9         | 17         | 17         |            | 288                       |         |           | 49        |            |
| 1970 | 12.995      | 77.983      | 16,7        | 26         | 3          | 23         | 499                       |         | 32        | 93        | 31         |
| 1980 | 16.725      | 112.596     | 14,9        | 26         | 2          | 24         | 643                       |         | 37        | 61        | 17         |
| 1990 | 19.500      | 146.000     | 13,4        | 18         | 3          | 15         | 1.083                     | 1       | 27        | 65        | 24         |
| 1999 | 26.500      | 180.000     | 14,7        | 25         | 13         | 12         | 1.060                     | 1       | 30        | 56        | 17         |
| 2000 | 28.000      | 190.000     | 14,7        | 28         | 15         | 13         | 1.000                     | 1       | 36        | 68        | 18         |
| 2001 | 28.600      | 190.000     | 15,1        | 28         | 16         | 12         | 1.021                     | 1       | 35        | 63        | 18         |
| 2002 | 28.800      | 190.000     | 15,2        | 28         | 15         | 13         | 1.028                     | 1       | 37        | 60        | 21         |
| 2003 | 29.100      | 195.000     | 14,9        | 25         | 15         | 10         | 1.164                     | 1       | 30        | 66        | 21         |
| 2004 | 29.500      | 205.000     | 14,4        | 25         | 15         | 10         | 1.180                     | 1       | 32        | 65        | 21         |
| 2013 | 28.500      | 240.000     | 11,9        | 30         | 20         | 10         | 950                       |         | 27        | 46        | 32         |
| 2016 | 34.320      | 286.000     | 12,0        | 27         | 17         | 10         | 1.271                     |         | 26        | 42        | 19         |
| 2019 | 42.000      | 299.600     | 14,0        | 25         | 16         | 9          | 1.680                     |         | 27        | 50        | 22         |
| 2021 | 47.169      | 314.464     | 15,0        | 27         | 18         | 9          | 1.747                     |         | 13        | 50        | 28         |